# Alastair Gordon
Alastair Gordon, född den 8 december 1976 i Sydney i Australien, är en australisk roddare.
Han tog OS-silver i åtta med styrman i samband med de olympiska roddtävlingarna 2000 i Sydney.